# Kolbenheyer Gyula
Kolbenheyer Gyula (Igló, 1851. május 6. − Budapest, 1918. szeptember 26.) magyar építész, festő, tanár, építészeti szakíró.

## Élete
Zürichben és Berlinben tanult. Ezt követően, 1876-tól Pesten Benkó Károly építésznél dolgozott. 1879-től a Felső Építőipari Iskola tanáraként, 1898-tól 1918-ig igazgatójaként működött. Oktatási tevékenysége mellett több épületet tervezett, de festészettel is foglalkozott. Tájképeiből a Műcsarnok rendezett kiállítást. Művelte az építészeti szakirodalmat, több tanulmánya is megjelent.
1918-ban hunyt el 67 éves korában. A budapesti Fiumei úti sírkertben helyezték nyugalomra, síremléke védettnek minősül (34, N/A, 1, 89).

## Ismert épületei
- 1901: Magyar Agrár- és Élettudományi Egyetem, Ybl Miklós Építéstudományi Kar (H. Gaál Adorjánnal), Budapest, Thököly út 74.[8]
- 1903–1907: Fémipari szakiskola (ma: Gépipari szakközépiskola, „Fajnorka”),[9] Pozsony, Fajnorovo nábrežie 52/5, 811 02 Staré Mesto (H. Gaál Adorjánnal)
- Friedrichsplatz, Mannheim

Egyes források neki tulajdonítják a budapesti Andrássy út 123. számon álló palota épületet is, ennek tervezője azonban nem ő, hanem Kolbenheyer Ferenc volt.
1875-ben Rozinay Istvánnal pályázatot adott be a mai Andrássy úton található Műcsarnokra. (A ma Régi Műcsarnok néven ismert épület végül Láng Adolf tervei alapján épült fel.)

### Meg nem valósult tervei
- Königsplatz átépítése, Berlin (nemzetközi pályázat, I. díj)

## Írásai

### Folyóiratcikkek
Cikkei a Magyar Mérnök- és Építészegylet Közlönyében (1892. A milleniumi kiállítás kérdéséhez, Gyakorlati módszer távlati képek szerkesztésére) és a Magyar Mérnök- és Építész-Egylet Heti Értesítőjében (1893. A milleniumi kiállítás végleges helyszínrajza, 1894. A budapesti Andrássy-út architektonikus befejezése, 1916. Az új városháza elhelyezésének kérdéséhez) jelentek meg.

### Könyvek
- Gyakorlati módszer távlati képek szerkesztésére. Budapest, 1893.
- Építéstan. Budapest, 1893. (Kőnyomat).

## Képtár

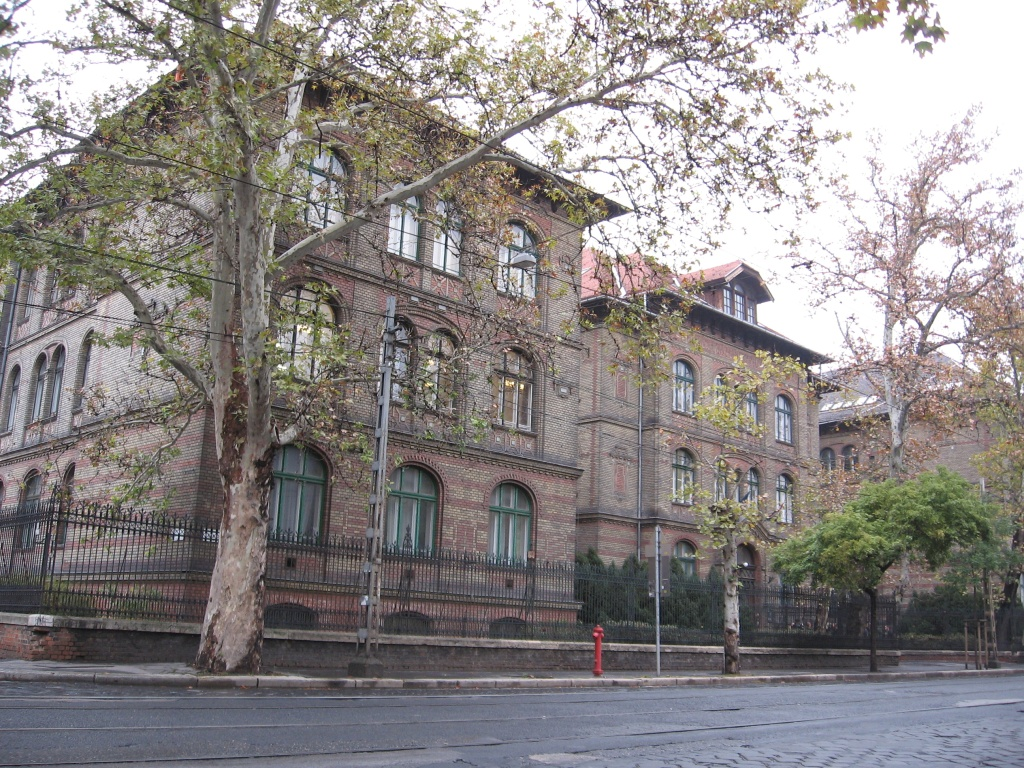
Thököly úti iskolaépület, Budapest
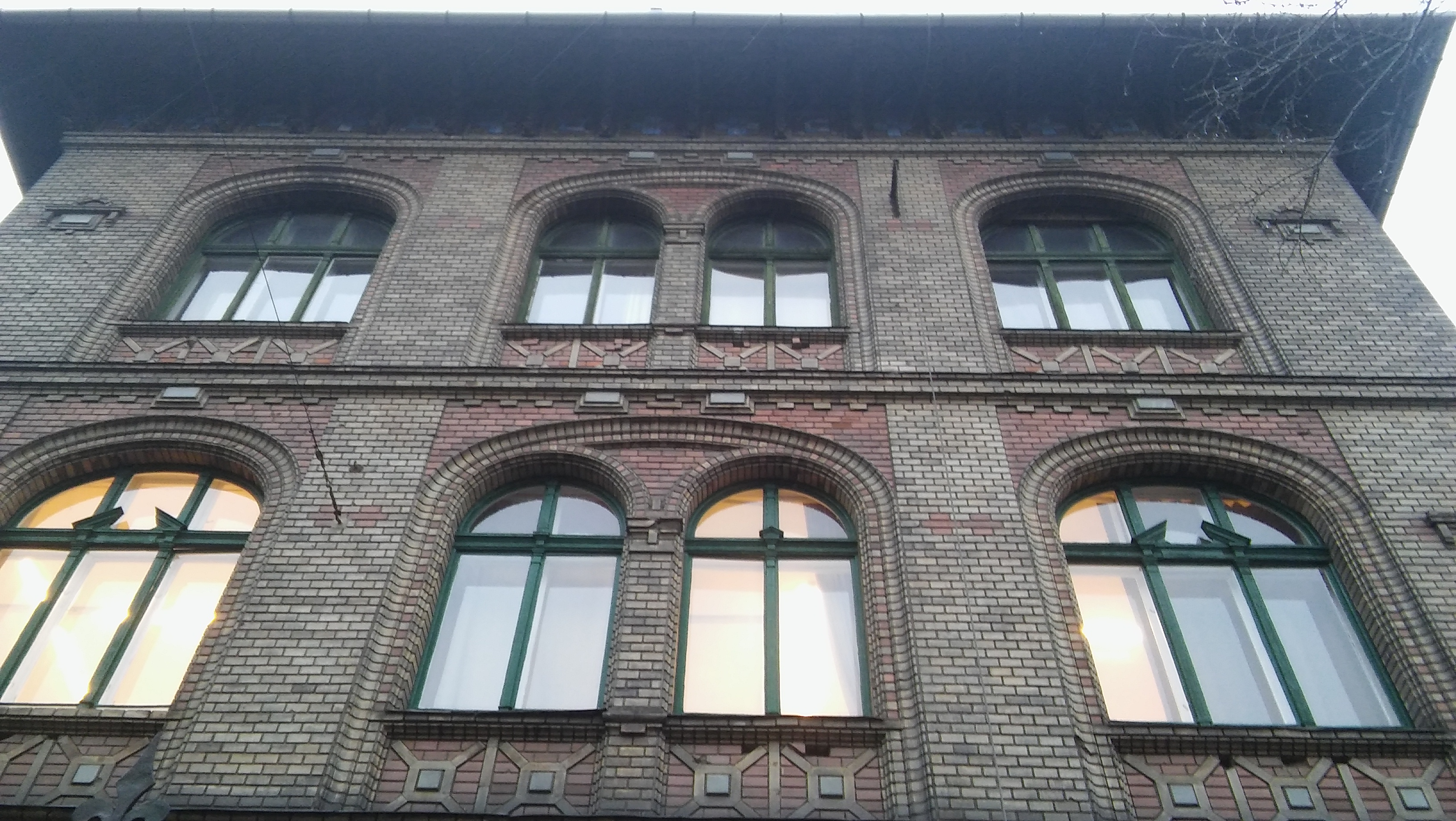
Thököly úti iskolaépület, Budapest
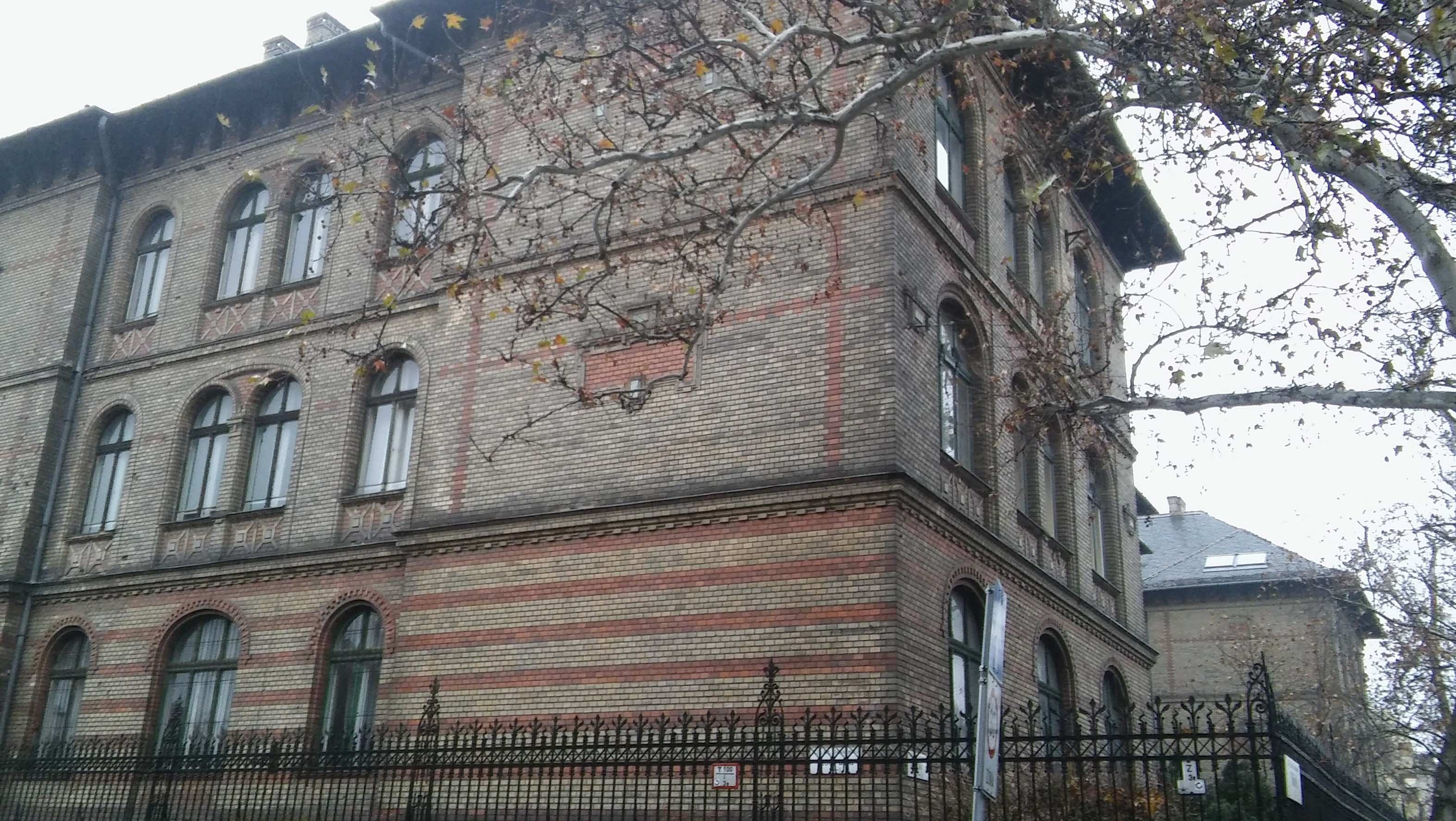
Thököly úti iskolaépület, Budapest
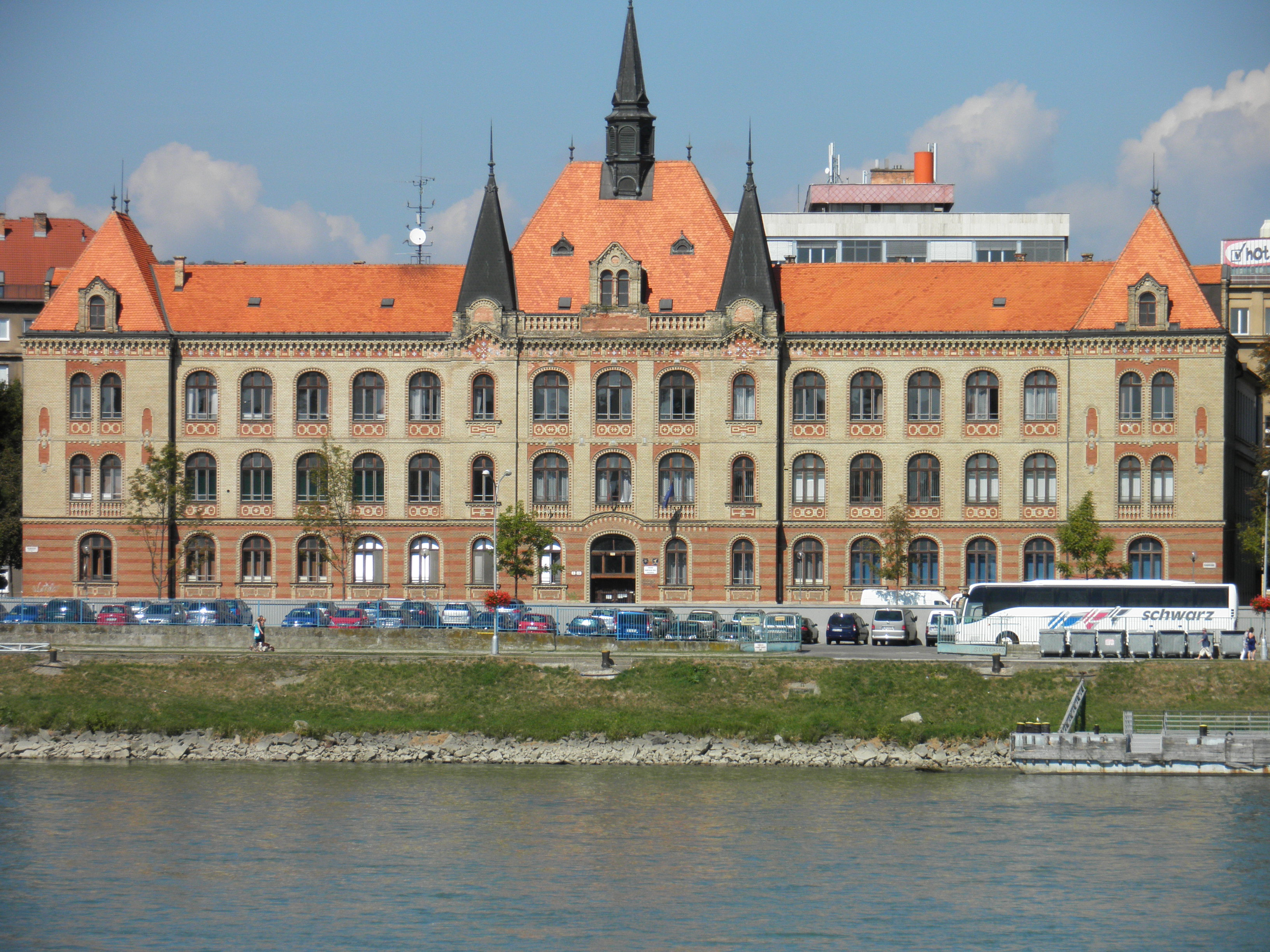
Fémipari szakiskola, Pozsony